# Городской училищный дом им. А. С. Пушкина
Городской училищный дом им. А. С. Пушкина — памятник архитектуры. Расположен в Петроградском районе Санкт-Петербурга, современный адрес дома — улица Мира, 18.

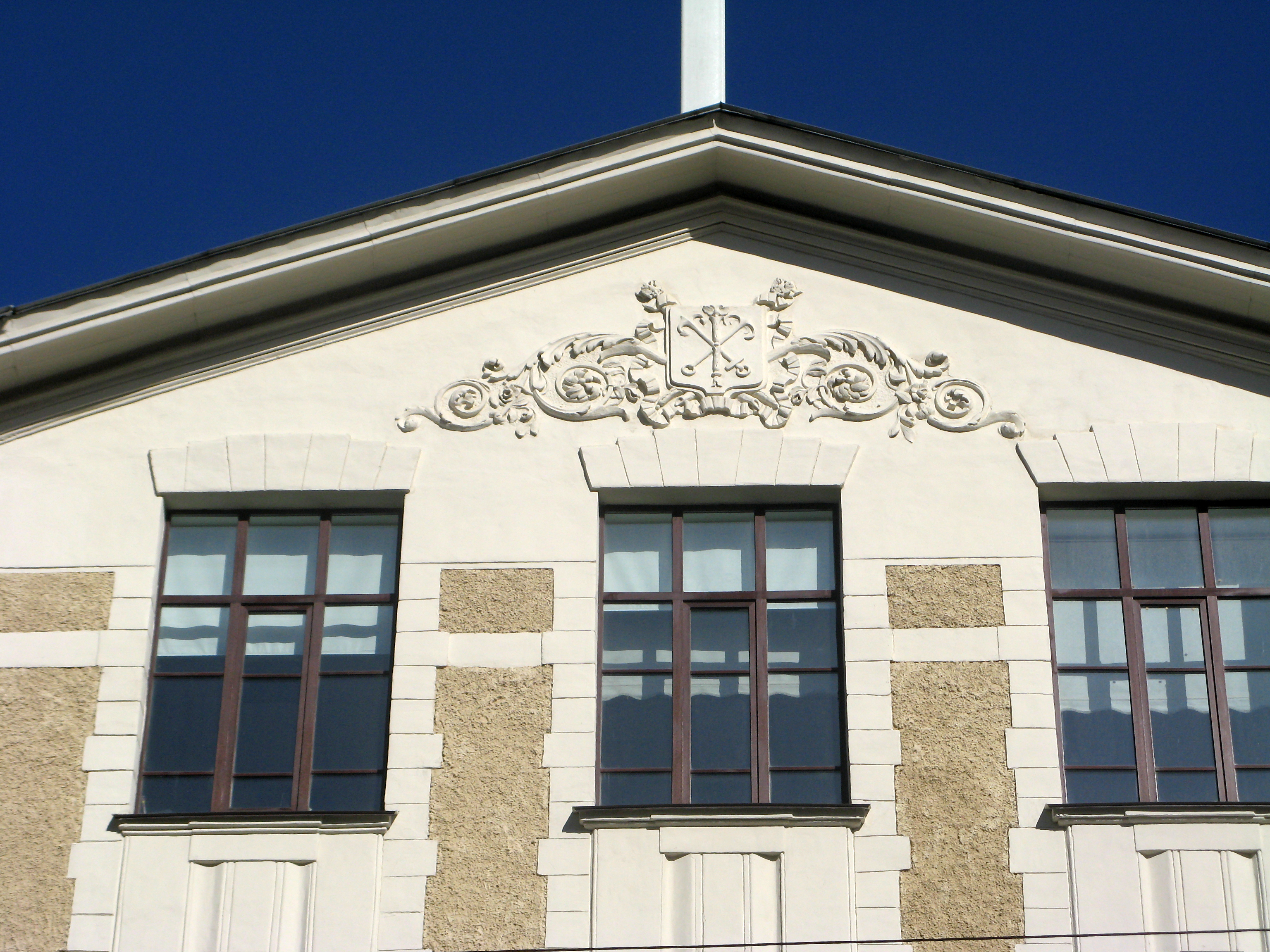
Полуфронтон

В феврале 1899 года Городская дума впервые обсудила план постройки училищного дома в честь 100 лет со дня рождения А. С. Пушкина. Сначала планировалось выкупить дом на Мойке, 12 и переоборудовать его под школу, когда это не удалось, было решено построить новое здание на принадлежавшем городу участке. В 1902 году на эту постройку выделили треть от 750 тысяч рублей из облигационного займа, выделенных на строительство городских училищ; открытие училища должно было быть началом программы по сооружению 22 училищных домов на 25 000 детей.
В июле 1902 года участок передали Комиссии по народному образованию, организовавшей закрытый конкурс среди четырёх архитекторов; по публикации в «Зодчем» известно два проекта. В конце февраля жюри в составе И. С. Китнера, А. Р. Гешвенда и Н. Ф. Беккера рассмотрело проекты и отдало предпочтение проекту И. И. Яковлева.
Г. Г. фон Голи и Г. Д. Гримм предложили четырёхэтажное симметричное здание с ризалитами со стороны двора, с объединёнными по три окнами классов 2-4 этажа на главном фасаде; актовый зал, церковь и столовая были вынесены в дворовое крыло, примыкающее по центру, кроме того, от него шло крыло с квартирами.
Проект Яковлева отличается перепадом высот, с актовым залом (с пятью арочными окнами с модерновыми переплётами и криволинейным абрисом) по центру лицевого фасада; над церковью справа сделана небольшая звонница. По бокам от зала сделаны объёмы-башни в три световые оси (в финальном проекте боковые крылья были наращены до высоты башен), от них со стороны двора отходят крылья с классами. Окна первого этажа узкие, с фигурными наличниками, оконные наличники зубчатые, с горизонтальными штукатурными поясами на кирпичном фоне между ними (в финальном варианте здание оштукатурено целиком, контрастное сочетание заменено на сочетание гладких более светлых и фактурных более тёмных участков). В сентябре 1903 года проект был откорректирован согласно пожеланиям конкурсной комиссии, 10 мая 1904 года его одобрила Городская дума. При постройке, начавшейся в сентябре 1905 года и закончившейся к сентябрю 1907 года, проект был изменён снова.
За каменные работы отвечала мастерская П. П. Высокова, за столярные — фабрика И. П. Платонова, за штукатурные — артель И. В. Журавлёва, за лепнину — И. А. Фиоренсис, за стекло — торговый дом «М. Франк и Ко», за метлахскую плитку — фирма «Кос и Дюрр», бетонные перекрытия по железным балкам делала фирма «Бодо Эгесторф», отопление и вентиляцию выполнил Петербургский металлический завод, иконостас — И. Ф. Батухин, утварь — И. А. Жевержеев.
В здании было 20 классов для 1000 учеников обоих полов. Классы расположены на 2-4 этажах, в лицевом корпусе они выходят на юг. Актовый зал освещён как с улицы, так и со двора, к нему примыкала церковь. На первом этаже были раздевалки, кабинет врача, столовая, читальный зал, квартиры заведующих и комнаты слуг. Во дворе была игровая площадка (на месте которой в 2024 году было запланировано сделать новую пристройку).
Здание окрашено в светлые тёплые тона, по средней части фасад завершается аттиком, на котором раньше была надпись с названием училища, над бывшими башнями сделаны полуфронтоны с гербами Санкт-Петербурга и растительными мотивами. Стены рустованы, над окнами сделаны замковые камни. Дворовые корпуса не декорированы, но западный брандмауэр лицевого корпуса украшен рустами и фактурной штукатуркой.
Здание занимает школа № 80.